# Hofjægermester
Hofjægermester (mestre de caça da corte) é um título da corte concedido a um número limitado de (importantes e em geral nobres) proprietários da terra (godsejere) pelo monarca dinamarquês. O título foi introduzido na Dinamarca-Noruega durante o período da monarquia absoluta. Hoje, é unicamente um título honorário. A partir de 2010, cinco pessoas detinham o título na Dinamarca. O título também foi usado durante a união sueca-norueguesa, mas seu uso foi descontinuado na Suécia e Noruega.
Na Noruega, o título era escrito Hofjægermester, quando o título foi usado (até 1905), embora na escrita moderna fosse expresso como hoffjegermester. Na escrita sueca é escrito hovjägmästare.